# ريك تسابل
ريك تسابل (بالألمانية: Rick Zabel)‏ (و. 1993  م) هو راكب دراجة هوائية ألماني، شارك في سباق طواف فرنسا 2017، وطواف فرنسا 2018، مركز لعبه هو عداء دراجات ‏.

## روابط خارجية
- ريك تسابل على موقع الاتحاد الدولي للدراجات (الإنجليزية)
- ريك تسابل على موقع أرشيف الدراجات (الإنجليزية)
- ريك تسابل على موقع إحصائيات الدراجات الإحترافية (الإنجليزية)
- ريك تسابل على موقع نسبة الدراجات (الإنجليزية)
- ريك تسابل على موقع CycleBase (الإنجليزية)